# Pallacanestro ai XVII Giochi dei piccoli stati d'Europa
Il torneo di pallacanestro ai XVII Giochi dei piccoli stati d'Europa si è svolto dal 30 maggio al 3 giugno 2017.

## Podi
| Evento           | Oro   | Argento    | Bronzo      |
| Torneo maschile  | Cipro | Montenegro | Islanda     |
| Torneo femminile | Malta | Islanda    | Lussemburgo |

## Medagliere
| Pos.   | Paese       | Oro | Argento | Bronzo | Totale |
| ------ | ----------- | --- | ------- | ------ | ------ |
| 1      | Malta       | 1   | 0       | 0      | 1      |
| 1      | Cipro       | 1   | 0       | 0      | 1      |
| 3      | Islanda     | 0   | 1       | 1      | 2      |
| 4      | Montenegro  | 0   | 1       | 0      | 1      |
| 5      | Lussemburgo | 0   | 0       | 1      | 1      |
| Totale | Totale      | 2   | 2       | 2      | 6      |